# 臺北法主公廟
25°03′14″N 121°30′44″E / 25.053825°N 121.512122°E
臺北法主公廟，是位於臺灣臺北市大同區朝陽里的法主公廟，源自安溪閩南人信仰，與大稻埕霞海城隍廟、大稻埕慈聖宮並列為大稻埕三大廟。

## 沿革
臺北的茶行早先多半為信奉法主公的泉州府安溪人所經營。同治八年（1869年），安溪人陳書楚從縣內的碧靈宮所迎請法主公神像。光緒四年（1878年），臺北法主公廟建在振南茶行的舊址上，原先規模宏大，但1908年市區改正，後進被拆除大半，1923年及1935年皆再整修廟宇。
戰後初期，臺北法主公廟是早年附近唯一在夜間燈火通明之處，販賣私菸者都在此交易，遂一旁發生圓環緝菸事件。
戰後時期的地址為南京西路344巷2號，屬於朝陽里。1968年為配合市府拓寬南京西路，後殿全被拆除，使整座廟變成極為狹小。當時廟方提出改建構想，由時任台北市長的高玉樹及台北市議會議長張祥傳同意。新廟是設計木柵指南宮凌霄寶殿而得獎的李重耀所規劃。由於廟地緊鄰道路用地，擴建最可行的方法是建築橫跨俗稱「法主公廟路」的南京西路344巷，但因要配合都市計畫、建築法規、籌措經費，改建拖延多年。
至1996年報導時，法主公廟重建委員會主任委員林清標表示最近才購得這一小塊市有地、拿到建築執造，計畫該年5月24日開始動工重建。1998年五層樓的廟身落成，一樓還可容許車輛穿越南京西路344巷。

## 殿宇
法主公廟二樓主殿主祀法主公，龍邊配祀張府天師、虎邊配祀東嶽大帝。三樓為太歲殿，供奉斗姥元君與六十名太歲星君和玄壇元帥等五路財神及觀音佛祖。「M樓」（事實上的四樓）為三清殿，主祀三清道祖，龍邊配祀紫微大帝、虎邊配祀文昌帝君；虎邊另有小神龕奉祀福德正神。四樓（事實上的五樓）為玉皇殿，主祀玉皇大帝並配祀三官大帝、南斗星君與北斗星君等諸神祇。

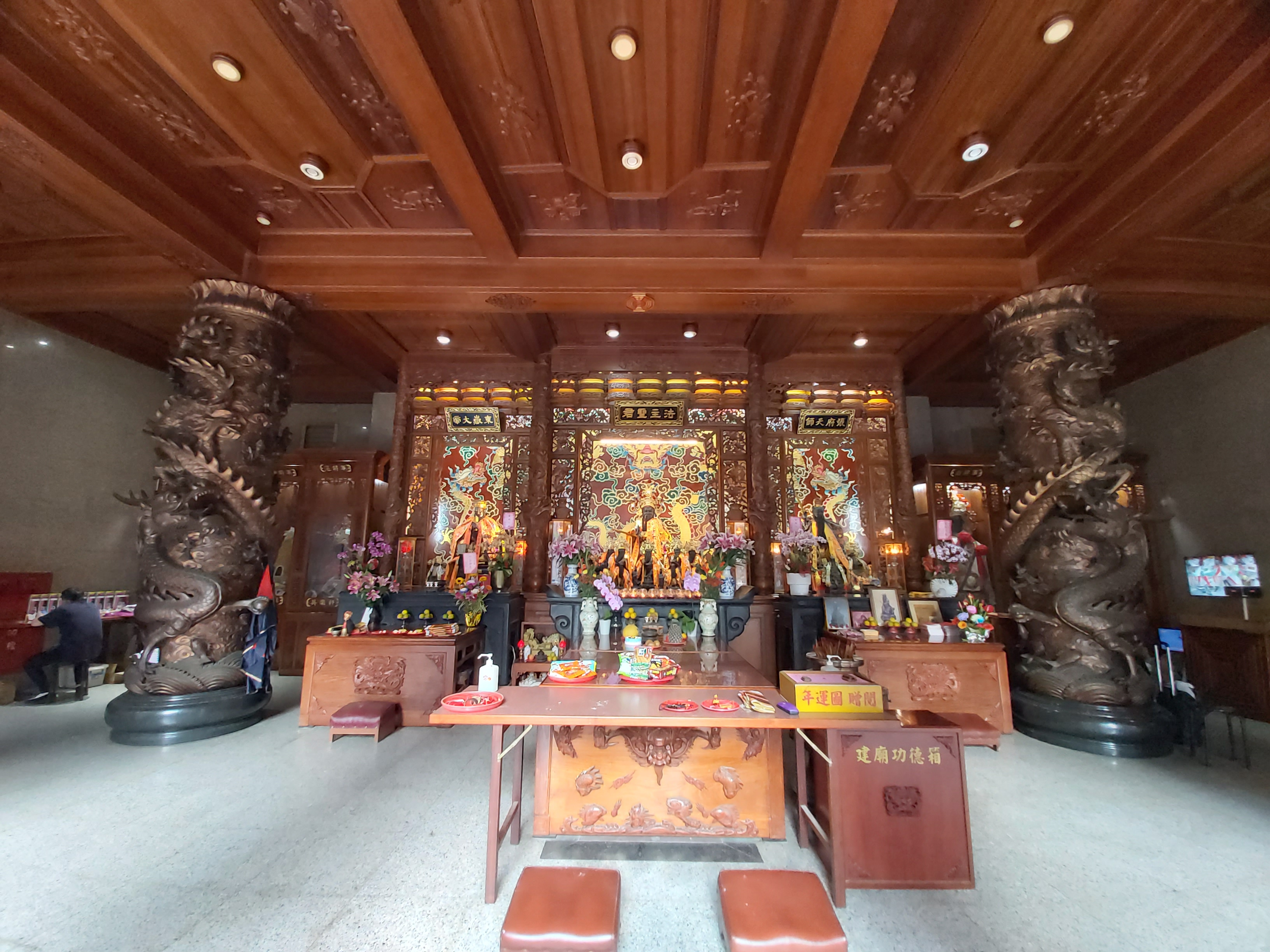
正殿
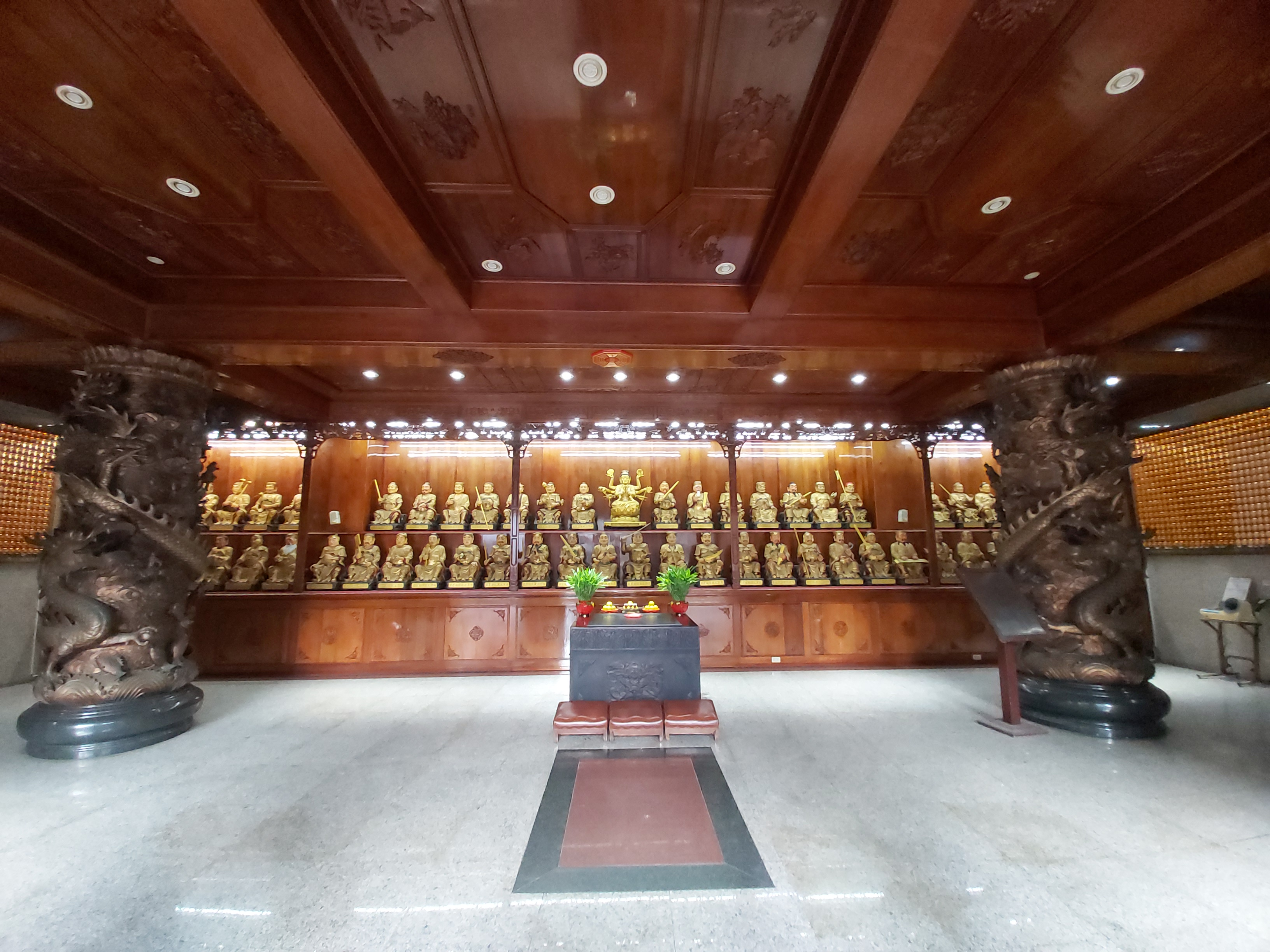
太歲殿
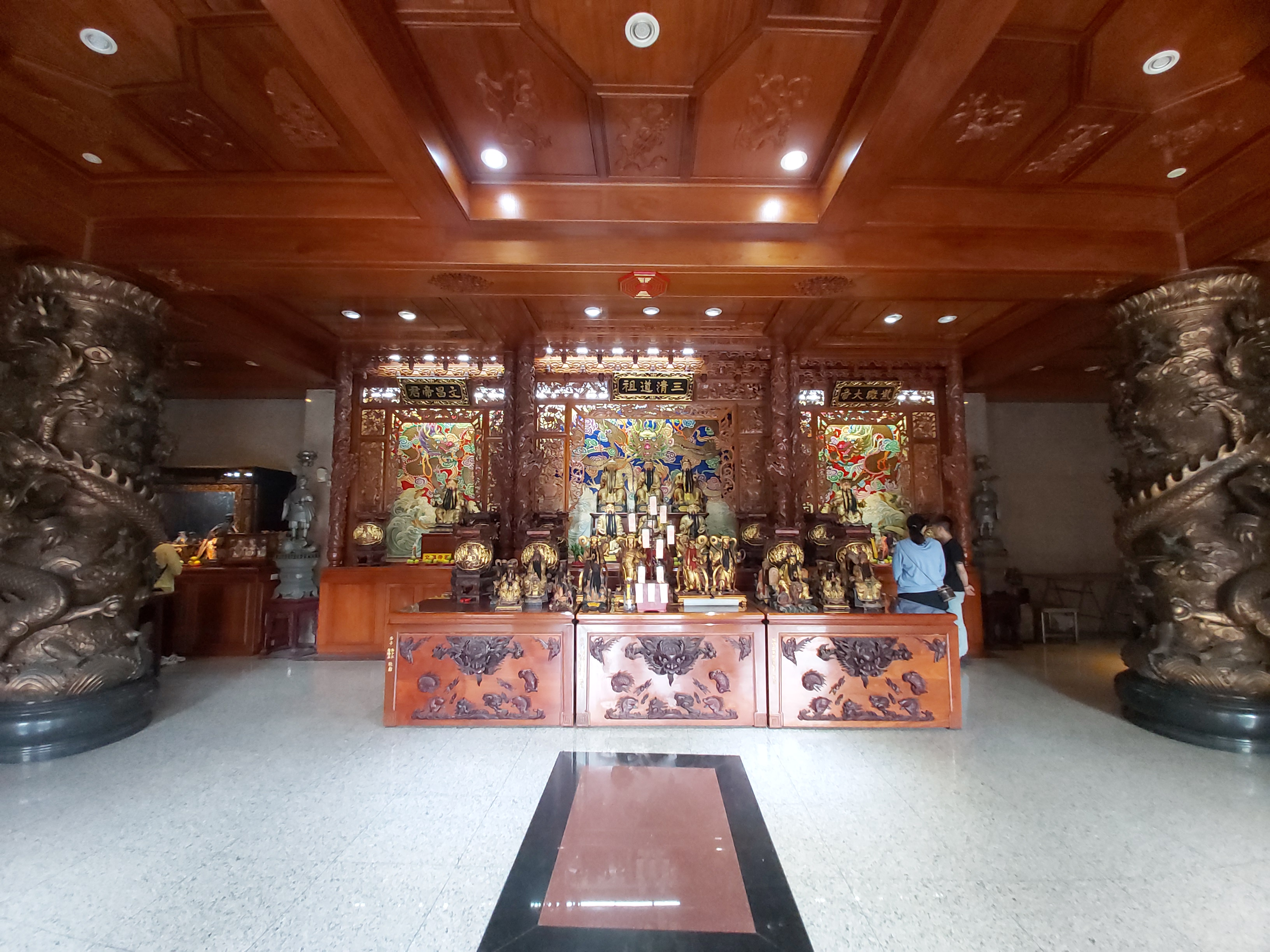
三清殿
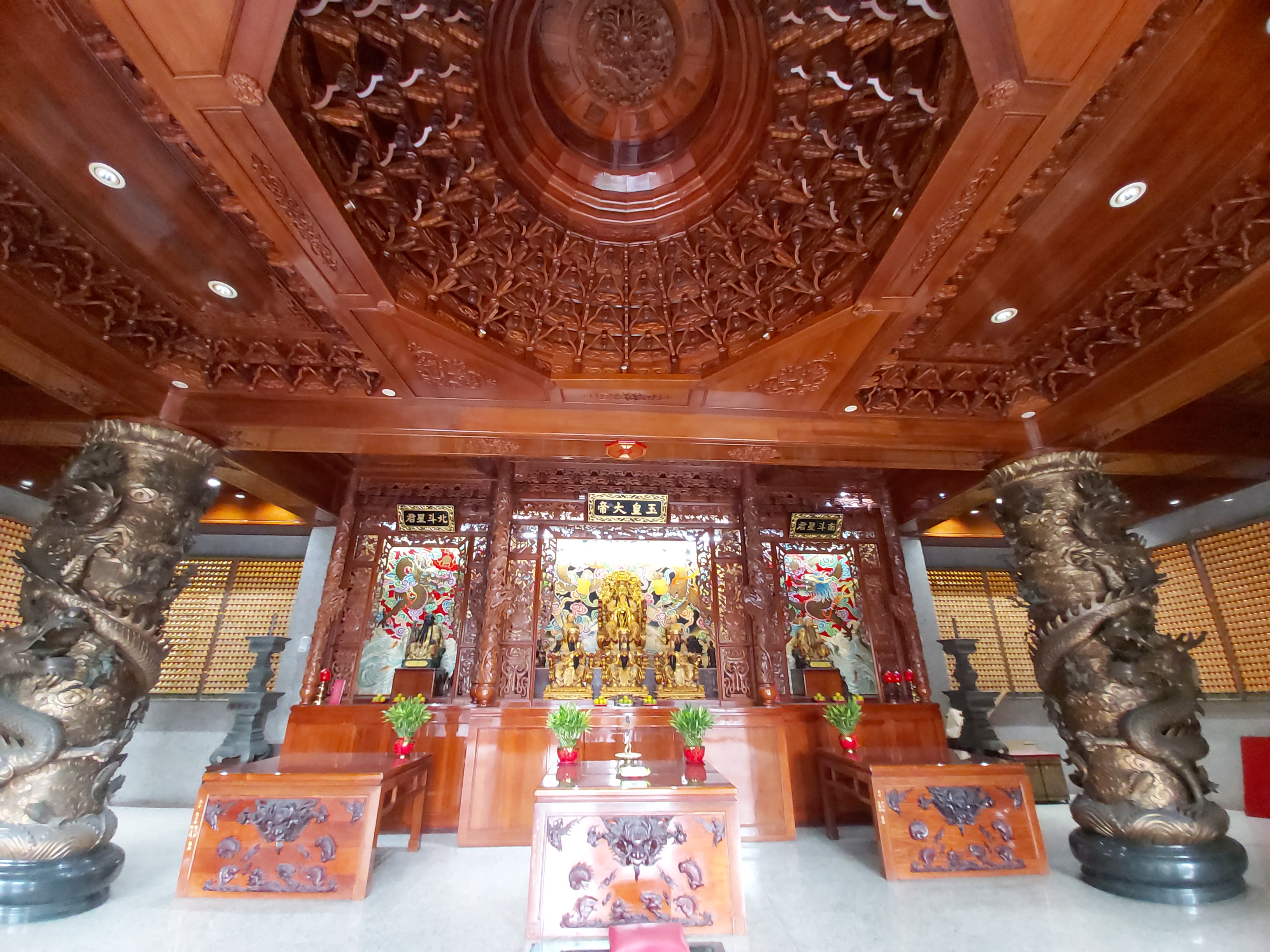
玉皇殿

## 祭祀

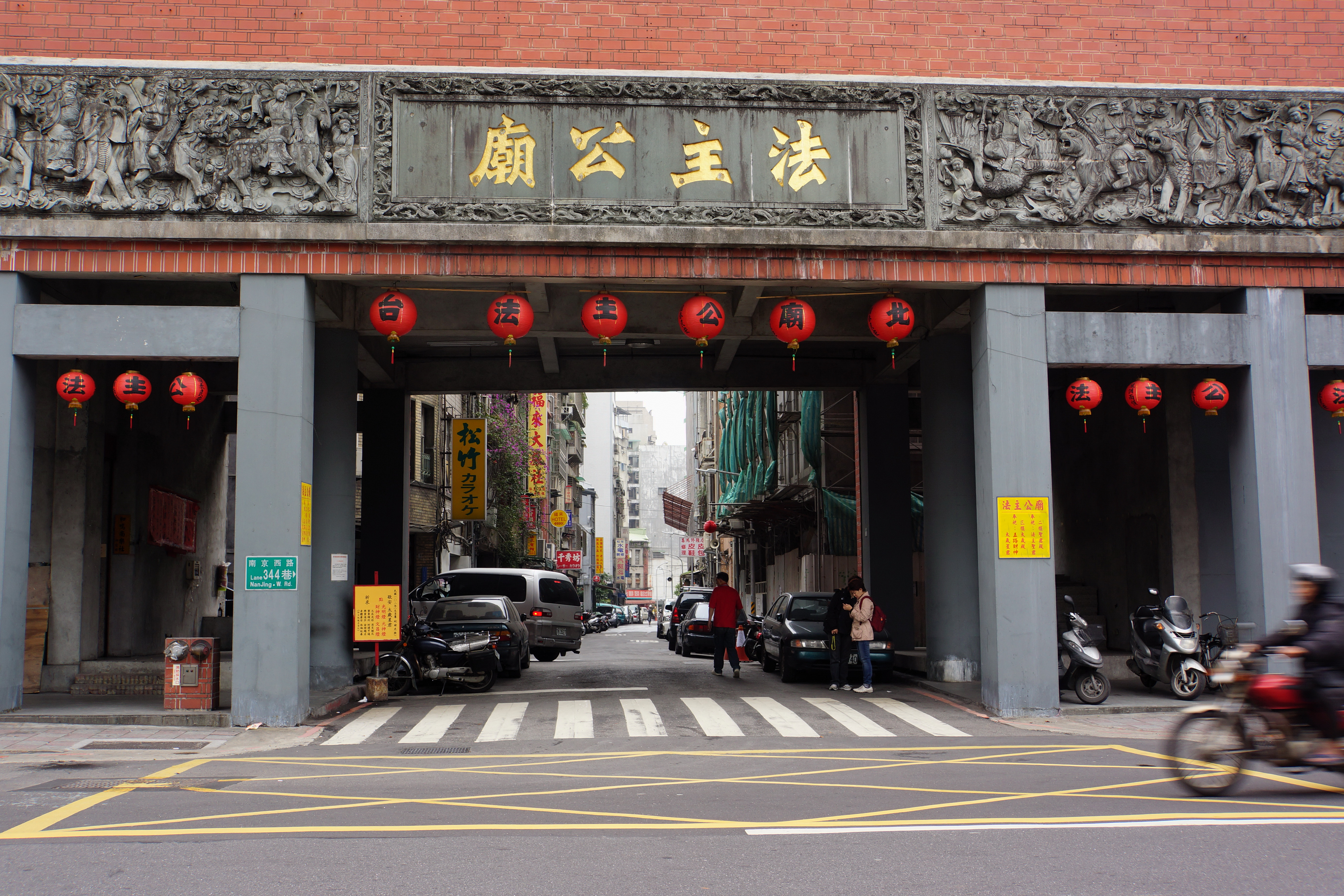
車輛可通行一樓

此廟祭拜的法主公原先只是茶商們供奉的家鄉守護神，後演變成大稻埕的地方性宗教，與大稻埕霞海城隍廟、大稻埕慈聖宮並列為大稻埕三大廟。
農曆九月廿二日 法主公聖誕隔日，廟方會於法主公前供奉麵製之紅龜及糯米粿若干，稱為「大龜會」。信徒祈願請筊賜准後，即可領回食用，但隔年須以雙倍償還祈願，稱為「乞龜」或叫「求紅龜」。當隔年償還完乞龜後，往後信徒就可以自己買紅龜來拜，再帶回家吃平安。
戒嚴時期，因此廟位於二二八事件起源地天馬茶房對面，受政府嚴格監控、集會遊行困難，遶境改在台灣光復節舉行。光復節成為古亭、城中、延平三區廟宇共同祭祀的日子。大同區的共樂軒，軒內的七爺八爺也只在農曆五月十三日大稻埕城隍廟祭典、以及光復節當日遶行。在1954年報導，大稻埕及太平町的住民商戶在祭祀法主公的耗費據估計最少在新台幣千萬元以上，豬隻屠宰量即達三十頭，價款在五百萬元上下，其餘雞鴨魚菜醬油紙錠海味京果等，消耗量無法統計。

## 外部連結
- 臺北法主公廟的Facebook專頁